# 山中元漸
山中 元漸（やまなか もとやす、宝暦8年（1758年）- 寛政6年（1794年）12月4日）は、日本の江戸時代の郷士。鴻池村山中総本家の9代目当主。出雲国の戦国武将山中幸盛の子孫。山中元長の長男。通称は（9代）山中新右衛門と称した。
墓所は大阪府池田市の大広寺境内墓地にある。法号は漸入宗探居士。享年36。

## 生涯
山中元長の長男として生まれた。始祖である山中幸元は鴻池村において初めて酒造を行った年に、屋敷内に稲荷祠を設けていたが、宝暦13年（1763年）の秋、台風により祠が崩壊した。そのため、天明4年（1784年）に稲荷祠を復旧し、自らの要望によって大坂の私塾・懐徳堂の教授で師匠であった中井覆軒に依頼し碑文を撰し、父・元長が鴻池稲荷祠碑（稲荷社碑）を建立した。寛政2年（1790年）に父・元長の隠居により家督相続したが、寛政6年（1794年）12月4日に急死した。その後の鴻池村の山中本家は、14代山中元丘の代に突然と跡を絶ったとされる。幕末期に鴻池稲荷祠碑（稲荷社碑）は鴻池村山中本家の断絶により荒廃したため、何者かに持ち去られたが、明治年間に今橋鴻池家に買い取られた。